# 114703 North Dakota
114703 North Dakota este un asteroid din centura principală de asteroizi.

## Descriere
114703 North Dakota este un asteroid din centura principală de asteroizi. A fost descoperit pe 24 martie 2003 la Goodricke-Pigott de Vishnu Reddy. Asteroidul prezintă o orbită caracterizată de o semiaxă mare de 2,92 ua, o excentricitate de 0,08 și o înclinație de 3,0° în raport cu ecliptica.